# Шпаки (Волгоградська область)
Шпаки (рос. Шпаки) — хутір у Старополтавському районі Волгоградської області Російської Федерації.
Населення становить 132 особи. Входить до складу муніципального утворення Новотихоновське сільське поселення.

## Історія
Хутір розташований у межах українського історичного та культурного регіону Жовтий Клин.
Згідно із законом від 17 січня 2005 року № 991-ОД органом місцевого самоврядування є Новотихоновське сільське поселення.

## Населення
| 2010 |
| ---- |
| 132  |